# یواس‌اس ال‌اس‌تی-۵۴۶
یواس‌اس ال‌اس‌تی-۵۴۶ (به انگلیسی: USS LST-546) یک کشتی است که طول آن ۳۲۸ فوت (۱۰۰ متر) می‌باشد. این کشتی در سال ۱۹۴۴ ساخته شد.